# Brita Baldus
Brita Baldus (Lipsia, 4 giugno 1965) è un'ex tuffatrice tedesca, vincitrice di una medaglia di bronzo ai Giochi olimpici di Barcellona 1992.
Specializzata nelle gare dal trampolino da un metro e da tre metri, fino al 1988 ha gareggiato sotto la bandiera della Germania Est, prendendo parte a quattro edizioni degli europei, conquistando un oro, due argenti e due bronzi, e ai Giochi di Seul 1988, dove ha chiuso al settimo posto.
Dopo l'unificazione tedesca, ha gareggiato per altre tre stagioni cogliendo i risultati più importanti con le medaglie di bronzo nel trampolino da tre metri ai mondiali di Perth del 1991 e ai Barcellona 1992, entrambi classificandosi dietro la cinese Gao Min e la russa Irina Laško. A questi si aggiungono altri due ori e un bronzo conquistati tra gli europei di Atene e di Sheffield.

## Palmarès
- Giochi olimpici

1992 - Barcellona:  Bronzo nel trampolino da tre metri.
- Mondiali

1991 - Perth:  Bronzo nel trampolino da tre metri.
- Europei

1983 - Roma:  Oro nel trampolino da tre metri.
1985 - Sofia:  Bronzo nel trampolino da tre metri.
1987 - Strasburgo:  Bronzo nel trampolino da tre metri.
1989 - Bonn:  Argento nel trampolino da tre metri,  Argento nel trampolino da un metro.
1991 - Atene:  Oro nel trampolino da un metro,  Bronzo nel trampolino da tre metri.
1993 - Sheffield:  Oro nel trampolino da un metro.
- Universiade

1993 - Buffalo:  Oro nel trampolino da tre metri.